# (2303) Retsina
(2303) Retsina es un asteroide perteneciente al cinturón de asteroides, descubierto el 24 de marzo de 1979 por Paul Wild desde el Observatorio de Berna-Zimmerwald, Berna, Suiza.

## Designación y nombre
Designado provisionalmente como 1979 FK. Fue nombrado Retsina en homenaje al vino elaborado en Grecia conocido como retsina.